# Листопад, Тимофей Андреевич
Тимофе́й Андре́евич Листопа́д (укр. Тимофій Андрійович Листопад; 12 октября 1988 года, Киев, УССР) — украинский футболист, полузащитник.

## Игровая карьера
Футболом Тимофей начал заниматься в спортивной школе киевского «Динамо», где первым тренером был Александр Васильевич Леонидов. Через три года продолжил обучение в другой киевской школе — «Смена-Оболонь».
В 2005 году получил приглашение от профессионального клуба «Борисфен». Дебютировал в высшей лиге чемпионата Украины 16 июня 2005 в матче против «Металлурга» (Запорожье).
В ноябре 2006 года подписал контракт с донецким «Металлургом», после чего вместе с партнёрами Андреем Бурдианом, Иваном Заблоцким, Сергеем Сидихиным был направлен на полгода в аренду в армянский «Бананц». Выступая в этой команде, в матче «Киликия» — «Бананц» отметился своим первым голом за профессиональный клуб, забив мощным ударом с 35 метров. С 2007 года на правах аренды играл в клубах первой лиги «Сталь» (Днепродзержинск) и «Сталь» (Алчевск), а также второлиговом «Титане» из Донецка.
После окончания действия контракта игрок вернулся в Киев, где в составе команды «Киев-НПУ» участвовал в соревнованиях на первенство Украины по футзалу. Впоследствии играл в футбольном клубе «Путровка», соревновавшемся в первенстве Украины среди любительских коллективов. Там игра защитника привлекла внимание главного тренера черкасского «Славутича» Александра Кирилюка, который вскоре пригласил Тимофея в свою команду, где центральный защитник стал игроком основного состава. После окончания действия контракта летом 2012 года покинул черкасский клуб, перейдя к новичку первой лиги ФК «Полтава», за который дебютировал 14 июля в гостевом поединке против черновицкой «Буковины». Этот поединок так и остался единственным в составе полтавской команды. Вскоре Тимофей оставил Полтаву, заключив соглашение с тернопольской «Нивой», за которую дебютировал 18 августа в матче против своей бывшей команды «Славутич».
В начале 2015 года Тимофей подписал контракт с клубом «Нефтяник-Укрнефть».

## Выступления за сборную
В 2006 году вызывался в юношескую сборную Украины, за которую сыграл 3 матча.

## Достижения
- Серебряный призёр чемпионата Армении: (2006)